# Shichahai
Shichahai (caratteri cinesi: 什刹海; pinyin: Shíchàhǎi) è un'area turistica della città di Pechino, che comprende tre laghi nella zona centro-nord della capitale della Repubblica Popolare Cinese. Il distretto è localizzato a nord-ovest della Città Proibita e a nord-est del Parco Beihai, vicino all'ingresso settentrionale di quest'ultimo. I tre laghi che comprendono Shichahai hanno i nomi di Qianhai (前海), Xihai (西海) e Houhai (后海). In epoca imperiale, la zona veniva chiamata "Sponda del Fiume" (caratteri cinesi: 河沿; pinyin: Héyán).

## Descrizione
La superficie dello Shichahai comprende 147 ettari. La zona risale all'epoca della dinastia Jīn (1115–1234), mentre durante la dinastia Yuan (1271-1368) era la parte finale e più settentrionale del Gran Canale Cinese, che collega la città di Hangzhou nel sud della Cina alle regioni settentrionali, fino a Pechino. Come snodo economico e culturale nazionale, Shichahai è diventato in epoca imperiale il distretto commerciale più importante della capitale, ospitando tutti i tipi maggiori di attività culturali, come templi e residenze di personaggi di rilievo.
Shichahai ospita dieci templi, tra taoisti e buddhisti. Tra le residenze imperiali più importanti, figurano quella del Principe Gong (恭亲王府) e quella del Principe Chun (醇亲王府), entrambi vissuti durante la dinastia Qing. Entrambe le ville con giardino sono ora adibite a museo storico.
Nel 1992 il governo municipale di Pechino ha dichiarato Shichahai "Distretto scenico storico e culturale".

## Galleria d'immagini

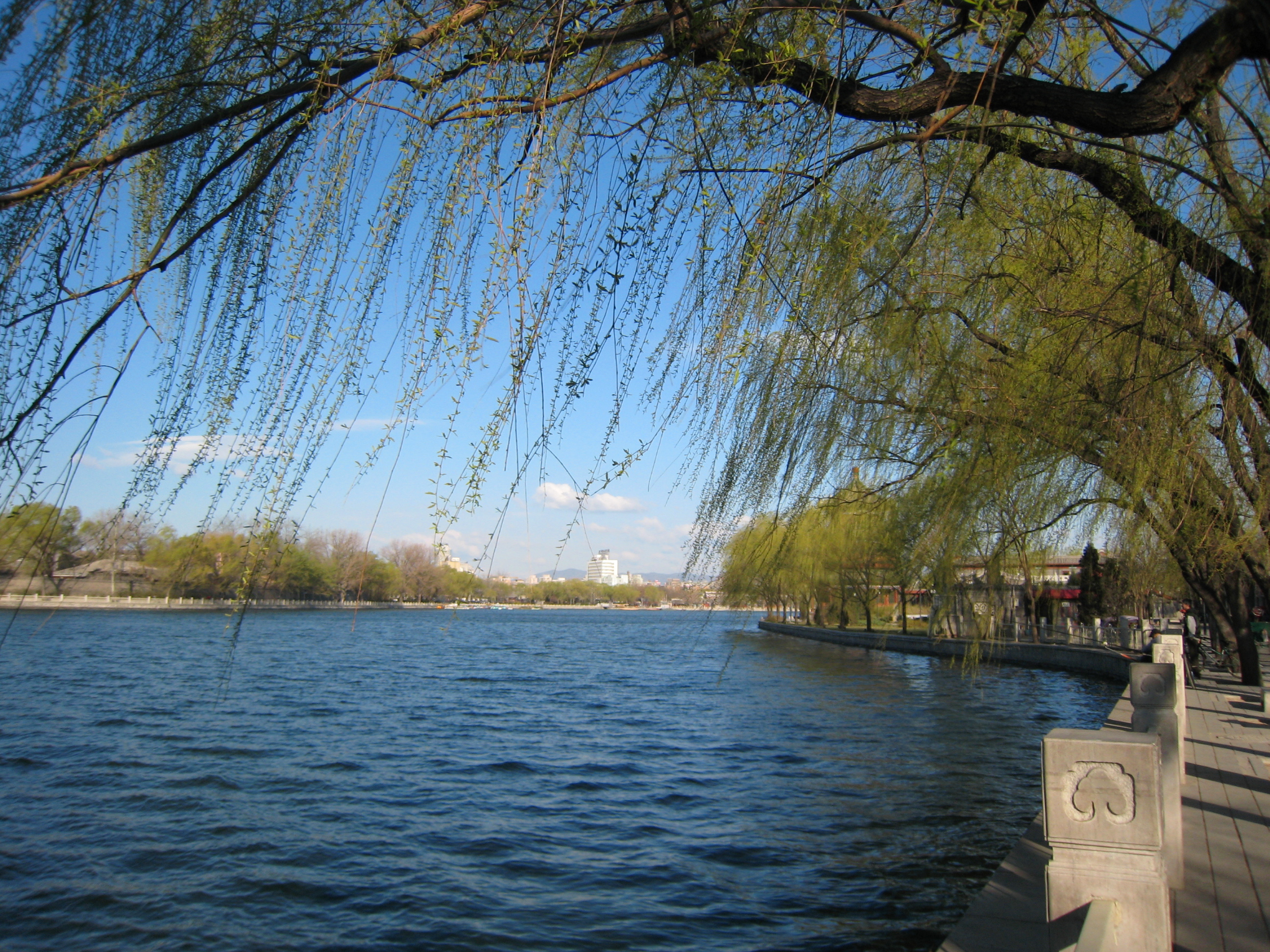
Scorcio del lago Shichahai
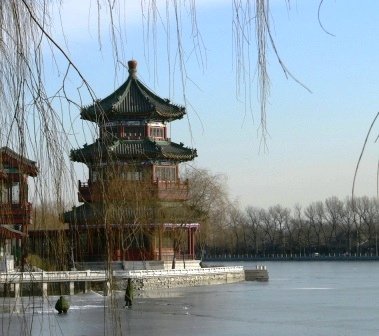
Gruppo di edifici storici sulla riva del lago Shichahai
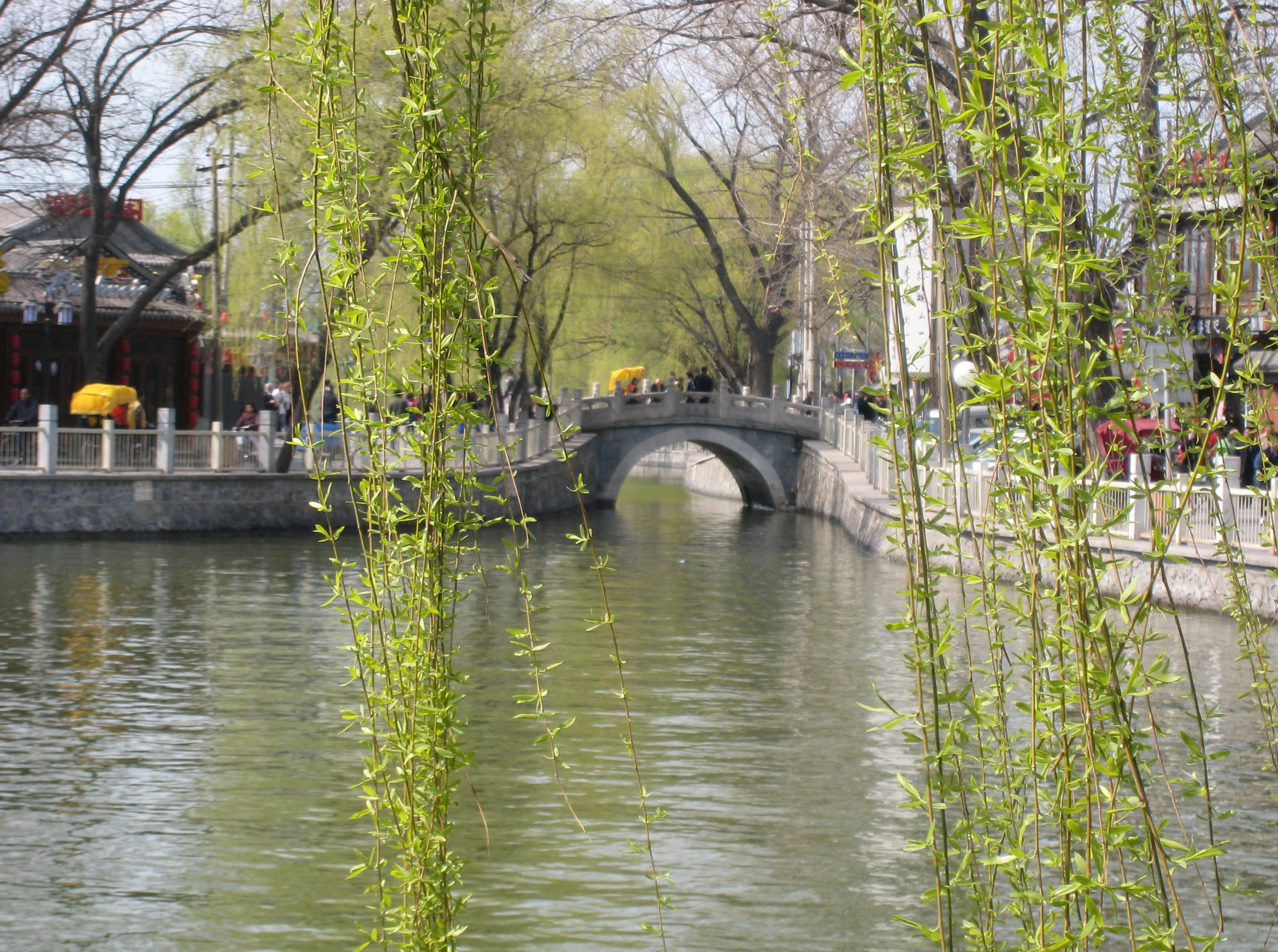
Ponte del Lingotto d'Argento, o Yinding (银锭桥)